# بازار افشار
بازار افشار مربوط به دوره قاجار است و در یزد، خیابان قیام، دروازه مهریز، بازار افشار واقع شده و این اثر در تاریخ ۹ اردیبهشت ۱۳۸۲ با شمارهٔ ثبت ۸۵۴۲ به‌عنوان یکی از آثار ملی ایران به ثبت رسیده است.